# Consistórios de Gelásio II
O Papa Gelásio II criou apenas um cardeal em um consistório:

## 9 de março de 1118
1. Pietro Ruffino,[2] sobrinho do Papa Pascoal II - cardeal-diácono de San Adriano,[3] então cardeal-sacerdote de SS. Silvestro e Martino (9 de março de 1123), † 1131/32